# 2010-es FIFA-klubvilágbajnokság
A 2010-es FIFA-klubvilágbajnokság a klubvilágbajnokság hetedik kiírása volt, melyet 2010. december 8. és december 18. között rendeztek az egyesült arab emírségekbeli Abu-Dzabi két stadionjában.
A torna házigazdája a 2009–2010-es egyesült arab emírségekbeli első osztályú labdarúgó-bajnokság győztese volt.
A tornát az olasz Internazionale nyerte. Ezüstérmes a TP Mazembe csapata lett a Kongói Demokratikus Köztársaságból, ez volt az első és eddig egyetlen alkalom, hogy Európán és Dél-Amerikán kívüli csapat jutott a döntőbe.

## Részt vevő csapatok
| Csapat                        | Konföderáció | Kvalifikáció módja                                                      |
| ----------------------------- | ------------ | ----------------------------------------------------------------------- |
| Az elődöntőben csatlakozott   |              |                                                                         |
| Inter                         | UEFA         | A 2009–2010-es UEFA-bajnokok ligája győztese                            |
| Internacional                 | CONMEBOL     | A 2010-es Copa Libertadores győztese                                    |
| A negyeddöntőben csatlakozott |              |                                                                         |
| Pachuca                       | CONCACAF     | A 2010-es CONCACAF-bajnokok ligája győztese                             |
| Seongnam Ilhwa Chunma         | AFC          | A 2010-es AFC-bajnokok ligája győztese                                  |
| TP Mazembe                    | CAF          | A 2010-es CAF-bajnokok ligája győztese                                  |
| A selejtezőben csatlakozott   |              |                                                                         |
| Al-Wahda                      | Házigazda    | A 2009–2010-es egyesült arab emírségekbeli labdarúgó-bajnokság győztese |
| PRK Hekari United             | OFC          | A 2009–2010-es OFC-bajnokok ligája győztese                             |

## Helyszínek
Abu-Dzabi városa volt a házigazdája az eseménynek.
| Abu-Dzabi                  | Abu-Dzabi                |
| -------------------------- | ------------------------ |
| Mohammed Bin Zayed Stadion | Sheikh Zayed Stadion     |
| Befogadóképesség: 42 056   | Befogadóképesség: 49 500 |
|                            |                          |

## Játékvezetők
A klubvilágbajnokságon az alábbi játékvezetők vettnek részt:

A táblázatban a játékvezetők nevei az első, az asszisztenseik nevei a második oszlopban olvashatóak.
| Afrika (CAF)           | Afrika (CAF)                        |
| ---------------------- | ----------------------------------- |
| Daniel Bennett         | Evarist Menkouande Redván Ásik      |
| Ázsia (AFC)            |                                     |
| Ben Williams           | Rodney Allen Mohammadreza Abolfazli |
| Nisimura Júicsi        | Toshiyuki Nagi Szagara Tóru         |
| Dél-Amerika (CONMEBOL) |                                     |
| Víctor Carrillo        | Jonny Bossio Jorge Yupanqui         |

| Észak-, Közép-Amerika és a Karibi-térség (CONCACAF) | Észak-, Közép-Amerika és a Karibi-térség (CONCACAF) |
| --------------------------------------------------- | --------------------------------------------------- |
| Roberto Moreno                                      | Leonel Leal Daniel Williamson                       |
| Európa (UEFA)                                       |                                                     |
| Björn Kuipers                                       | Berry Simons Sander van Roekel                      |
| Óceánia (OFC)                                       |                                                     |
| Michael Hester                                      | Jan-Hendrik Hintz Tevita Makasini                   |

## Mérkőzések
A sorsolást 2010. október 27-én tartották Zürichben.
A mérkőzéseket az egyenes kieséses rendszernek megfelelő szabályok szerint játszották, azaz, ha a rendes játékidő után döntetlen volt az eredmény, akkor kétszer tizenöt perces hosszabbítás következettk. Ha ezután sem volt győztes, akkor büntetőpárbajban dől el a mérkőzés sorsa. Ez alól az ötödik- illetve a harmadik helyért játszott mérkőzések voltak a kivételek, ugyanis ezeken döntetlen esetén nem volt hosszabbítás, azonnal büntetőpárbaj következett.

### Ágrajz
|  |                          |                          |                          |                          |                          |                          |                          |                          |                          |                |                |                |           |  |  |                          |                          |                          |
|  | Selejtező                | Selejtező                | Selejtező                |                          |                          | Negyeddöntők             | Negyeddöntők             | Negyeddöntők             |                          |                | Elődöntők      | Elődöntők      | Elődöntők |  |  | Döntő                    | Döntő                    | Döntő                    |
|  | Selejtező                | Selejtező                | Selejtező                |                          |                          | Negyeddöntők             | Negyeddöntők             | Negyeddöntők             |                          |                | Elődöntők      | Elődöntők      | Elődöntők |  |  | Döntő                    | Döntő                    | Döntő                    |
|  | december 8. – Abu-Dzabi  | december 8. – Abu-Dzabi  | december 8. – Abu-Dzabi  | december 11. – Abu-Dzabi | december 11. – Abu-Dzabi | december 11. – Abu-Dzabi | december 15. – Abu-Dzabi | december 15. – Abu-Dzabi | december 15. – Abu-Dzabi |                |                |                |           |  |  |                          |                          |                          |
|  | december 8. – Abu-Dzabi  | december 8. – Abu-Dzabi  | december 8. – Abu-Dzabi  | december 11. – Abu-Dzabi | december 11. – Abu-Dzabi | december 11. – Abu-Dzabi | december 15. – Abu-Dzabi | december 15. – Abu-Dzabi | december 15. – Abu-Dzabi |                |                |                |           |  |  |                          |                          |                          |
|  | Al-Wahda                 | Al-Wahda                 | 3                        | Al-Wahda                 | Al-Wahda                 | 1                        | Seongnam Ilhwa           | Seongnam Ilhwa           | 0                        |                |                |                |           |  |  |                          |                          |                          |
|  | Al-Wahda                 | Al-Wahda                 | 3                        | Al-Wahda                 | Al-Wahda                 | 1                        | Seongnam Ilhwa           | Seongnam Ilhwa           | 0                        |                |                |                |           |  |  |                          |                          |                          |
|  | PRK Hekari United        | PRK Hekari United        | 0                        |                          |                          | Seongnam Ilhwa           | Seongnam Ilhwa           | 4                        |                          |                | Internazionale | Internazionale | 3         |  |  | december 18. – Abu-Dzabi | december 18. – Abu-Dzabi | december 18. – Abu-Dzabi |
|  | PRK Hekari United        | PRK Hekari United        | 0                        |                          |                          | Seongnam Ilhwa           | Seongnam Ilhwa           | 4                        |                          |                | Internazionale | Internazionale | 3         |  |  | december 18. – Abu-Dzabi | december 18. – Abu-Dzabi | december 18. – Abu-Dzabi |
|  |                          |                          |                          |                          |                          |                          |                          |                          |                          | Internazionale | Internazionale | 3              |           |  |  |                          |                          |                          |
|  |                          |                          |                          |                          |                          |                          |                          |                          |                          | Internazionale | Internazionale | 3              |           |  |  |                          |                          |                          |
|  | december 10. – Abu-Dzabi | december 10. – Abu-Dzabi | december 10. – Abu-Dzabi | december 14. – Abu-Dzabi | december 14. – Abu-Dzabi | december 14. – Abu-Dzabi |                          |                          | TP Mazembe               | TP Mazembe     | 0              |                |           |  |  |                          |                          |                          |
|  | december 10. – Abu-Dzabi | december 10. – Abu-Dzabi | december 10. – Abu-Dzabi | december 14. – Abu-Dzabi | december 14. – Abu-Dzabi | december 14. – Abu-Dzabi |                          |                          | TP Mazembe               | TP Mazembe     | 0              |                |           |  |  |                          |                          |                          |
|  | TP Mazembe               | TP Mazembe               | 1                        | TP Mazembe               | TP Mazembe               | 2                        |                          |                          |                          |                |                |                |           |  |  |                          |                          |                          |
|  | TP Mazembe               | TP Mazembe               | 1                        | TP Mazembe               | TP Mazembe               | 2                        |                          |                          |                          |                |                |                |           |  |  |                          |                          |                          |
|  | Pachuca                  | Pachuca                  | 0                        |                          |                          | Internacional            | Internacional            | 0                        |                          |                |                |                |           |  |  |                          |                          |                          |
|  | Pachuca                  | Pachuca                  | 0                        |                          |                          | Internacional            | Internacional            | 0                        |                          |                |                |                |           |  |  |                          |                          |                          |
|  |                          |                          |                          |                          |                          |                          |                          |                          |                          |                |                |                |           |  |  |                          |                          |                          |
|  |                          |                          |                          |                          |                          |                          |                          |                          |                          |                |                |                |           |  |  |                          |                          |                          |
|  | Az 5. helyért            | Az 5. helyért            | Az 5. helyért            | Bronzmérkőzés            | Bronzmérkőzés            | Bronzmérkőzés            |                          |                          |                          |                |                |                |           |  |  |                          |                          |                          |
|  | Az 5. helyért            | Az 5. helyért            | Az 5. helyért            | Bronzmérkőzés            | Bronzmérkőzés            | Bronzmérkőzés            |                          |                          |                          |                |                |                |           |  |  |                          |                          |                          |
|  | december 15. – Abu-Dzabi | december 15. – Abu-Dzabi | december 15. – Abu-Dzabi | december 18. – Abu-Dzabi | december 18. – Abu-Dzabi | december 18. – Abu-Dzabi |                          |                          |                          |                |                |                |           |  |  |                          |                          |                          |
|  | december 15. – Abu-Dzabi | december 15. – Abu-Dzabi | december 15. – Abu-Dzabi | december 18. – Abu-Dzabi | december 18. – Abu-Dzabi | december 18. – Abu-Dzabi |                          |                          |                          |                |                |                |           |  |  |                          |                          |                          |
|  | Pachuca                  | Pachuca                  | 2 (4)                    | Seongnam Ilhwa           | Seongnam Ilhwa           | 2                        |                          |                          |                          |                |                |                |           |  |  |                          |                          |                          |
|  | Pachuca                  | Pachuca                  | 2 (4)                    | Seongnam Ilhwa           | Seongnam Ilhwa           | 2                        |                          |                          |                          |                |                |                |           |  |  |                          |                          |                          |
|  | Al-Wahda                 | Al-Wahda                 | 2 (2)                    | Internacional            | Internacional            | 4                        |                          |                          |                          |                |                |                |           |  |  |                          |                          |                          |
|  | Al-Wahda                 | Al-Wahda                 | 2 (2)                    | Internacional            | Internacional            | 4                        |                          |                          |                          |                |                |                |           |  |  |                          |                          |                          |

### Selejtező
| 2010. december 8. 20:00 |

| Al-Wahda                                    | 3–0               | PRK Hekari United |
| ------------------------------------------- | ----------------- | ----------------- |
| Hugo 40' Fernando Baiano 44' Abdulrahim 71' | (2–0) Jegyzőkönyv |                   |

| Mohammed Bin Zayed Stadion, Abu-Dzabi Nézőszám: 23 895 Játékvezető: Daniel Bennett (dél-afrikai) |

### Negyeddöntők
| 2010. december 10. 20:00 |

| TP Mazembe | 1–0               | Pachuca |
| ---------- | ----------------- | ------- |
| Bedi 21'   | (1–0) Jegyzőkönyv |         |

| Mohammed Bin Zayed Stadion, Abu-Dzabi Nézőszám: 17 960 Játékvezető: Nisimura Júicsi (japán) |

| 2010. december 11. 20:00 |

| Al-Wahda   | 1–4               | Seongnam Ilhwa Chunma                                        |
| ---------- | ----------------- | ------------------------------------------------------------ |
| Baiano 27' | (1–2) Jegyzőkönyv | Molina 4' Ognenovski 30' Choi Sung-Kuk 71' Cho Dong-Geon 81' |

| Sheikh Zayed Stadion, Abu-Dzabi Nézőszám: 30 625 Játékvezető: Victor Carrillo (perui) |

### Elődöntők
| 2010. december 14. 20:00 |

| TP Mazembe                 | 2–0               | Internacional |
| -------------------------- | ----------------- | ------------- |
| Kabangu 53' Kaluyituka 85' | (0–0) Jegyzőkönyv |               |

| Mohammed Bin Zayed Stadion, Abu-Dzabi Nézőszám: 22 131 Játékvezető: Björn Kuipers (holland) |

| 2010. december 15. 21:00 |

| Seongnam Ilhwa Chunma | 0–3               | Internazionale                      |
| --------------------- | ----------------- | ----------------------------------- |
|                       | (0–2) Jegyzőkönyv | Stanković 3' Zanetti 32' Milito 73' |

| Sheikh Zayed Stadion, Abu-Dzabi Nézőszám: 35 995 Játékvezető: Roberto Moreno (panamai) |

### Helyosztók

#### 5. helyért
| 2010. december 15. 18:00 |

| Pachuca                      | 2–2               | Al-Wahda                     |
| ---------------------------- | ----------------- | ---------------------------- |
| Cvitanich 82' 89'            | (0–1) Jegyzőkönyv | Matar 44' Khamees 77'        |
| Büntetőpárbaj                |                   |                              |
| Cvitanich López Mustafá Luna | 4–2               | Hugo Saeed Abdulrahim Diarra |

| Sheikh Zayed Stadion, Abu-Dzabi Nézőszám: 10 908 Játékvezető: Daniel Bennett (dél-afrikai) |

#### Bronzmérkőzés
| 2010. december 18. 18:00 |

| Internacional                                 | 4–2               | Seongnam Ilhwa Chunma |
| --------------------------------------------- | ----------------- | --------------------- |
| Tinga 15' Alecsandro 27' 71' D'Alessandro 52' | (2–0) Jegyzőkönyv | Molina 84' 90+3'      |

| Sheikh Zayed Stadion, Abu-Dzabi Nézőszám: 16 563 Játékvezető: Michael Hester (új-zélandi) |

#### Döntő
| 2010. december 18. 21:00 |

| TP Mazembe | 0–3   | Internazionale                    |
| ---------- | ----- | --------------------------------- |
|            | (0–2) | Pandev 13' Eto’o 17' Biabiany 85' |

| Sheikh Zayed Stadion, Abu-Dzabi Játékvezető: Nisimura Júicsi (japán) |

| A 2010-es FIFA-klubvilágbajnokság győztese |
| ------------------------------------------ |
| Internazionale 1. cím                      |

### Végeredmény
A tornán minden pozícióért játszottak helyosztót, kivétel ez alól a hetedik hely volt, ahol az a csapat végzett, amelyik a selejtezőn kiesett. A torna során büntetőpárbajjal véget ért mérkőzés végeredménye hivatalosan döntetlennek minősült.
| Helyezés | Csapat                | M | Gy | D | V | Rg | Kg | Gk | P |
| -------- | --------------------- | - | -- | - | - | -- | -- | -- | - |
| Arany    | Internazionale        | 2 | 2  | 0 | 0 | 6  | 0  | +6 | 6 |
| Ezüst    | TP Mazembe            | 3 | 2  | 0 | 1 | 3  | 3  | 0  | 6 |
| Bronz    | Internacional         | 2 | 1  | 0 | 1 | 4  | 4  | 0  | 3 |
| 4.       | Seongnam Ilhwa Chunma | 3 | 1  | 0 | 2 | 6  | 8  | –2 | 3 |
| 5.       | Pachuca               | 2 | 1  | 1 | 0 | 2  | 3  | –1 | 4 |
| 6.       | Al-Wahda              | 3 | 1  | 1 | 1 | 6  | 6  | 0  | 4 |
| 7.       | PRK Hekari United     | 1 | 0  | 0 | 1 | 0  | 3  | –3 | 0 |

### Díjak
| Aranylabda                    | Ezüstlabda                    | Bronzlabda                          |
| ----------------------------- | ----------------------------- | ----------------------------------- |
| Samuel Eto’o (Internazionale) | Dioko Kaluyituka (TP Mazembe) | Andrés D’Alessandro (Internacional) |
| Fair Play-díj                 |                               |                                     |
| Internazionale                |                               |                                     |

## Gólszerzők
| Helyezés | Játékos             | Klub                  | Gólok száma |
| -------- | ------------------- | --------------------- | ----------- |
| 1        | Mauricio Molina     | Seongnam Ilhwa Chunma | 3           |
| 2        | Fernando Baiano     | Al-Wahda              | 2           |
| 2        | Darío Cvitanich     | Pachuca               | 2           |
| 2        | Alecsandro          | Internacional         | 2           |
| 5        | Hugo                | Al-Wahda              | 1           |
| 5        | Mahmoud Khamees     | Al-Wahda              | 1           |
| 5        | Ismail Matar        | Al-Wahda              | 1           |
| 5        | Abdulrahim Jumaa    | Al-Wahda              | 1           |
| 5        | Saša Ognenovski     | Seongnam Ilhwa Chunma | 1           |
| 5        | Choi Sung-Kuk       | Seongnam Ilhwa Chunma | 1           |
| 5        | Cho Dong-Geon       | Seongnam Ilhwa Chunma | 1           |
| 5        | Mbenza Bedi         | TP Mazembe            | 1           |
| 5        | Milota Kabangu      | TP Mazembe            | 1           |
| 5        | Dioko Kaluyituka    | TP Mazembe            | 1           |
| 5        | Dejan Stanković     | Internazionale        | 1           |
| 5        | Javier Zanetti      | Internazionale        | 1           |
| 5        | Diego Milito        | Internazionale        | 1           |
| 5        | Goran Pandev        | Internazionale        | 1           |
| 5        | Samuel Eto’o        | Internazionale        | 1           |
| 5        | Jonathan Biabiany   | Internazionale        | 1           |
| 5        | Tinga               | Internacional         | 1           |
| 5        | Andrés D’Alessandro | Internacional         | 1           |